# شاگادا
شاگادا (به لاتین: Shagada) یک منطقهٔ مسکونی در روسیه است که در داغستان واقع شده‌است.